# جايسون فارغاس
جايسون فارغاس (بالإنجليزية: Jason Vargas)‏ هو لاعب كرة قاعدة أمريكي، ولد في 2 فبراير 1983 في أببل فالي في الولايات المتحدة.

## وصلات خارجية
- جايسون فارغاس على موقع دوري كرة القاعدة الرئيسي (الإنجليزية)
- جايسون فارغاس على موقعبيزبول رفرنس.كوم (الدوري الرئيسي) (الإنجليزية)
- جايسون فارغاس على موقعبيزبول رفرنس.كوم (الدوري الثانوي) (الإنجليزية)
- جايسون فارغاس على موقع إي إس بي إن.كوم (أم.أل.بي) (الإنجليزية)
- جايسون فارغاس على موقع مشجعي الرسوم البيانية (الإنجليزية)